# Dinka-Nuer jezici
Dinka-Nuer jezici, skupina od sedam nilsko-saharskih jezika raširenih na području Sudana. Zajedno sa skupinom luo čine širu zapadnonilotsku skupinu. Grana se na dva ogranka, to su podskupine dinka s pet jezika i nuer s dva jezika.
Predstavnici su: 
Dinka (5): sjeveroistočni dinka [dip], sjeverozapadni dinka [diw], južni centralni dinka [dib], jugoistočni dinka [dks], jugozapadni dinka [dik]
Nuer (2): nuer [nus], reel [atu].

## Vanjske poveznice
- Ethnologue (14th)
- Ethnologue (15th)